# 오하이오칠엽수
오하이오칠엽수(학명: Aesculus glabra, 영어: Ohio buckeye)는 무환자나무목 무환자나무과 칠엽수속에 속하는 북아메리카 원산의 낙엽교목이다.
미국 중서부와 앨라배마주·미시시피주에 이르는 대초원 남부가 주 분포지이다. 한편으로는 캐나다 온타리오주 남서부에서도 찾아볼 수 있다. 오하이오주의 주목(州木)으로, 이 나무의 영칭인 벅아이는 오하이오 출신 사람들을 칭하는 별명으로 통하기도 한다.